# Премия Джозефа Вебера
Премия Джозефа Вебера в области астрономического инструментария (англ. Joseph Weber Award for Astronomical Instrumentation) — награда Американского астрономического общества, присуждается индивидуально за изобретение, значительное усовершенствование или дизайн астрономических инструментов и приборов, повлёкшее за собой прогресс в развитии астрономии. Названа в честь физика Джозефа Вебера.